# Al-Bajda (Hama)
Al-Bajda (arab. البيضة) – miejscowość w Syrii, w muhafazie Hama. W 2004 roku liczyła 1173 mieszkańców.